# USS Farquhar (DD-304)
Za druga plovila z istim imenom glejte USS Farquhar.
USS Farquhar (DD-304) je bil rušilec razreda Clemson v sestavi Vojne mornarice Združenih držav Amerike.
Rušilec je bil poimenovan po kontraadmiralu Normanu von Heldreichu Farquharju.

## Zgodovina
V skladu s Londonskim sporazumom o pomorski razorožitvi je bil rušilec 18. novembra 1930 izvzet iz aktivne službe in 23. aprila 1932 je bil prodan za razrez.